# Schlössle Haubersbronn

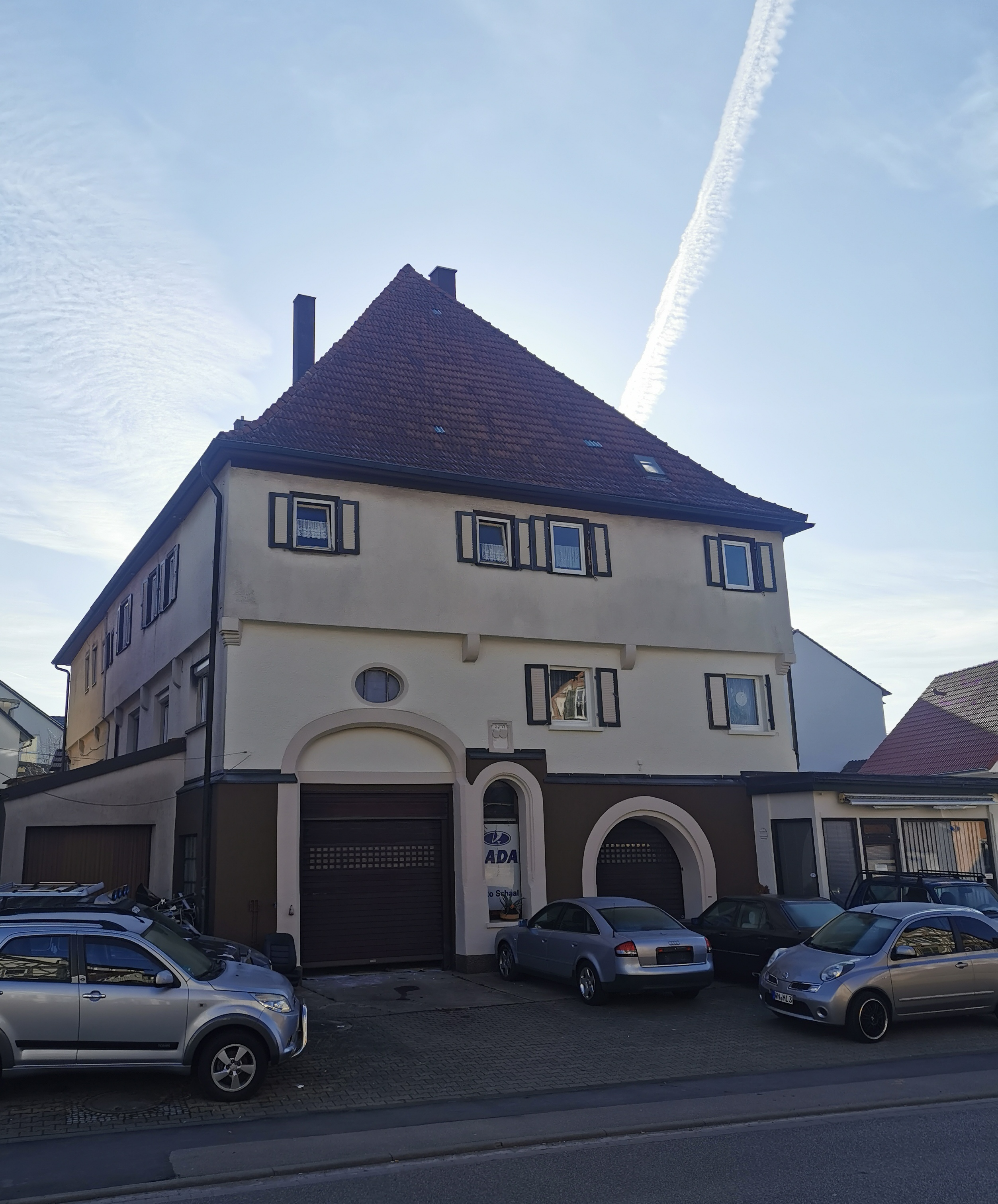
Schlössle Haubersbronn

Das Schlössle Haubersbronn ist ein kleines Landadel-Schlösschen in Haubersbronn, einem Stadtteil der Großen Kreisstadt Schorndorf im baden-württembergischen Rems-Murr-Kreis. Über die Geschichte des Anwesens ist nicht mehr viel bekannt. 

## Lage und Geschichte

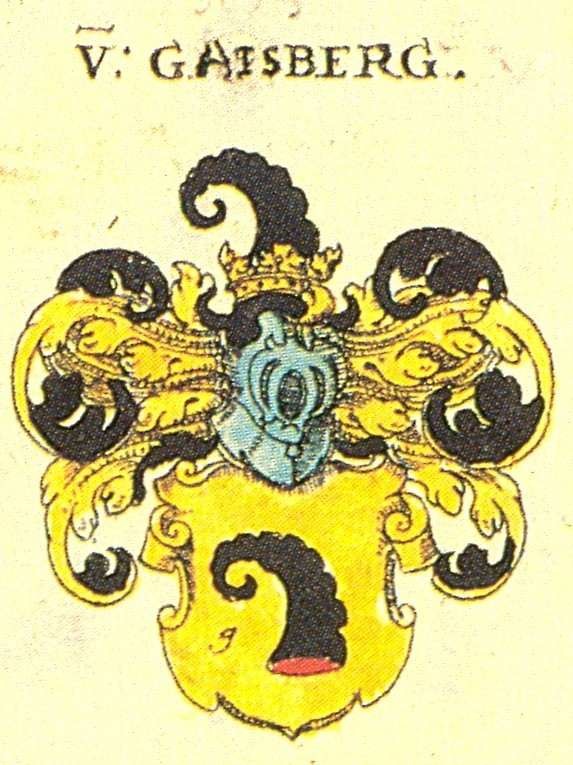
Wappen derer von Gaisberg (aus Johann Siebmachers Wappenbuch)

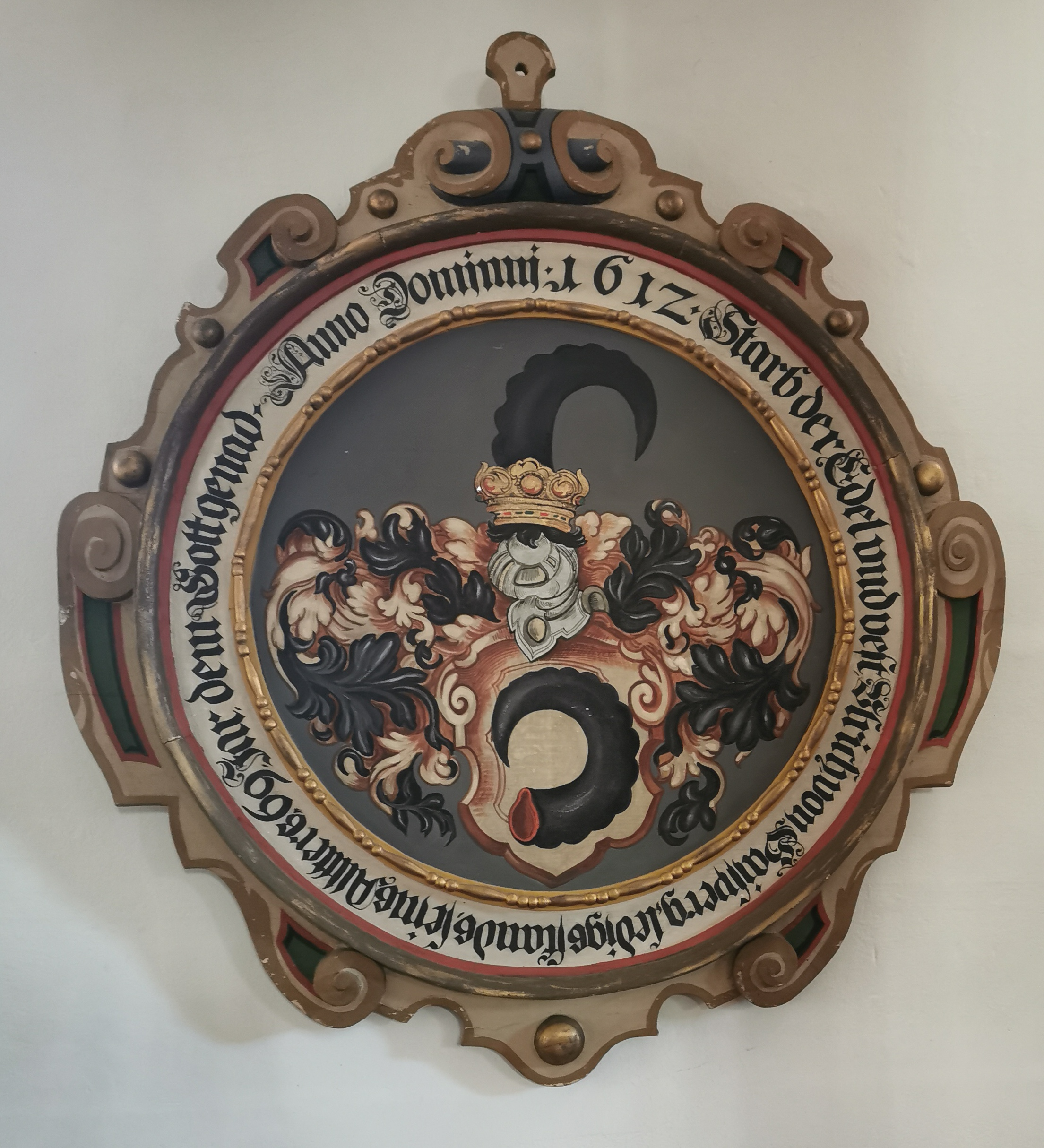
Epitaph für Ulrich von Gaisberg (* 1543; † 1612) in der Wendelinskirche Haubersbronn

Das Schlösschen befindet sich im Ortszentrum von Haubersbronn, gegenüber der evangelischen Wendelinskirche. Das heute unscheinbare, verputzte Fachwerkgebäude (Storchengässle 1–3) wird auch Storchenhaus genannt und dient als Geschäftshaus. Der kleine Adelssitz wurde gegen Ende des 16. Jahrhunderts errichtet. Das Anwesen wurde 1573 erstmals erwähnt und gehörte dem Geschlecht der Herren von Gaisberg, die ursprünglich aus Kirchberg an der Murr stammten. Sie zogen später ins Remstal, wo sie einen bedeutenden Besitz erwerben konnten und wichtige Ämter bekleideten. Nachfahren der Gaisberger leben in Großheppach und Schöckingen.
Das Schlössle ist in Privatbesitz und kann nicht besichtigt werden.